# Праксин, Иван Александрович
Ива́н Алекса́ндрович Пра́ксин (28 июля 1855 год, Буинск, Симбирская губерния―30 апреля 1913 год, Казань) ― русский врач, хирург, доктор медицины (1890), профессор (1897).

## Биография
Иван Праксин родился в семье врача 28 июля 1855 года в городе Буинск, Симбирская губерния, Российская империя.
Учился в Первой Казанской гимназии. В 1874 году поступил в Казанский университет, в котором пробыл год на естественном и два ― на медицинском факультетах.
В 1877 году перевёлся на третий курс Санкт-Петербургской императорской медико-хирургической академии, которую окончил в 1880 году. Уже в студенческие годы Праксин начал готовить себя к хирургической деятельности. С большим усердием занимался на кафедре анатомии у профессора Д. Е. Ермолаева в Казанском университете, а затем на хирургических кафедрах в Петербургской академии.
После получения диплома был оставлен при академии для усовершенствования по хирургии. С 1880 по 1884 год работал в госпитальной хирургической клинике профессора Е. И. Богдановского. Затем год служил младшим врачом 30-го резервного батальона. В апреле 1886 года начал работу в хирургическом отделении Мариинской больницы для бедных в Санкт-Петербурге в качестве «ассистента-интерна». В 1889 году назначен заведующим хирургическим отделением.
В 1890 году успешно защитил диссертацию по теме «О производстве частичной ляринготомии» и получил степень доктора медицины. Сразу после этого вернулся в Военно-медицинскую академию ассистентом госпитальной хирургической клиники. Вскоре был избран приват-доцентом клинической хирургии в академии.
В 1895 году назначен консультантом хирургического отделения Тифлисского военного госпиталя. В 1897 году избран профессором госпитальной хирургической клиники Казанского университета. В этой клинике Иван Праксин проработал до конца жизни.
Внёс вклад в изучении проблем актиномикоза, хронические перитониты, хирургического лечения эхинококкоза печени, операции на щитовидной железе, пластики дефектов лица. Стал известен тем, что предложил хорошо анатомически обоснованный и очень рациональный метод радикальной операции при паховых грыжах.
Похоронен на Арском кладбище.

## Сочинения
- О клиническом изучении хирургии // Врач. 1897. № 36.
- Пересадка кожного лоскута шеи в полость рта при рубцовом сведении челюстей в области межчелюстной складки // Труды 2 съезда российских хирургов. Москва, 1901.
- К симптоматологии и оперативному лечению обширных межуточных и осумковывающих кишечник соединительно-тканных образований при хроническом перитоните // там же. С.104-108.